# Croissy-Beaubourg
Pour les articles homonymes, voir Croissy et Beaubourg.
Croissy-Beaubourg (prononcé [kʁwa.si bo.buʁ]) est une commune française située dans le département de Seine-et-Marne en région Île-de-France.
Elle fait partie du secteur II (Val Maubuée) de la ville nouvelle de Marne-la-Vallée.

## Géographie

### Localisation
La commune, qui se trouve dans le Val Maubuée de la ville nouvelle de Marne-la-Vallée, est située à 24 km à vol d'oiseau à l'est de Paris, 7 km au sud-est de Chelles, 11 km au sud-ouest de Disneyland Paris et 7 km au nord d'Ozoir-la-Ferrière.
Elle se trouve dans l'aire d'attraction de Paris, ainsi que dans son unité urbaine et dans son bassin de vie. Elle fait partie de la zone d'emploi de Marne-la-Vallée

### Communes limitrophes
Les communes limitrophes sont Pontcarré, Roissy-en-Brie, Torcy, Collégien, Émerainville et Lognes.
| Lognes       | Torcy             | Collégien |
|              | Croissy-Beaubourg |           |
| Émerainville | Roissy-en-Brie    | Pontcarré |

### Géologie et relief
L'altitude de la commune varie de 87 mètres à 116 mètres pour le point le plus haut, le centre du bourg se situant à environ 99 mètres d'altitude (mairie). .
Elle s'étend sur 11,63 km2 dont 6 de massif boisé.

### Hydrographie

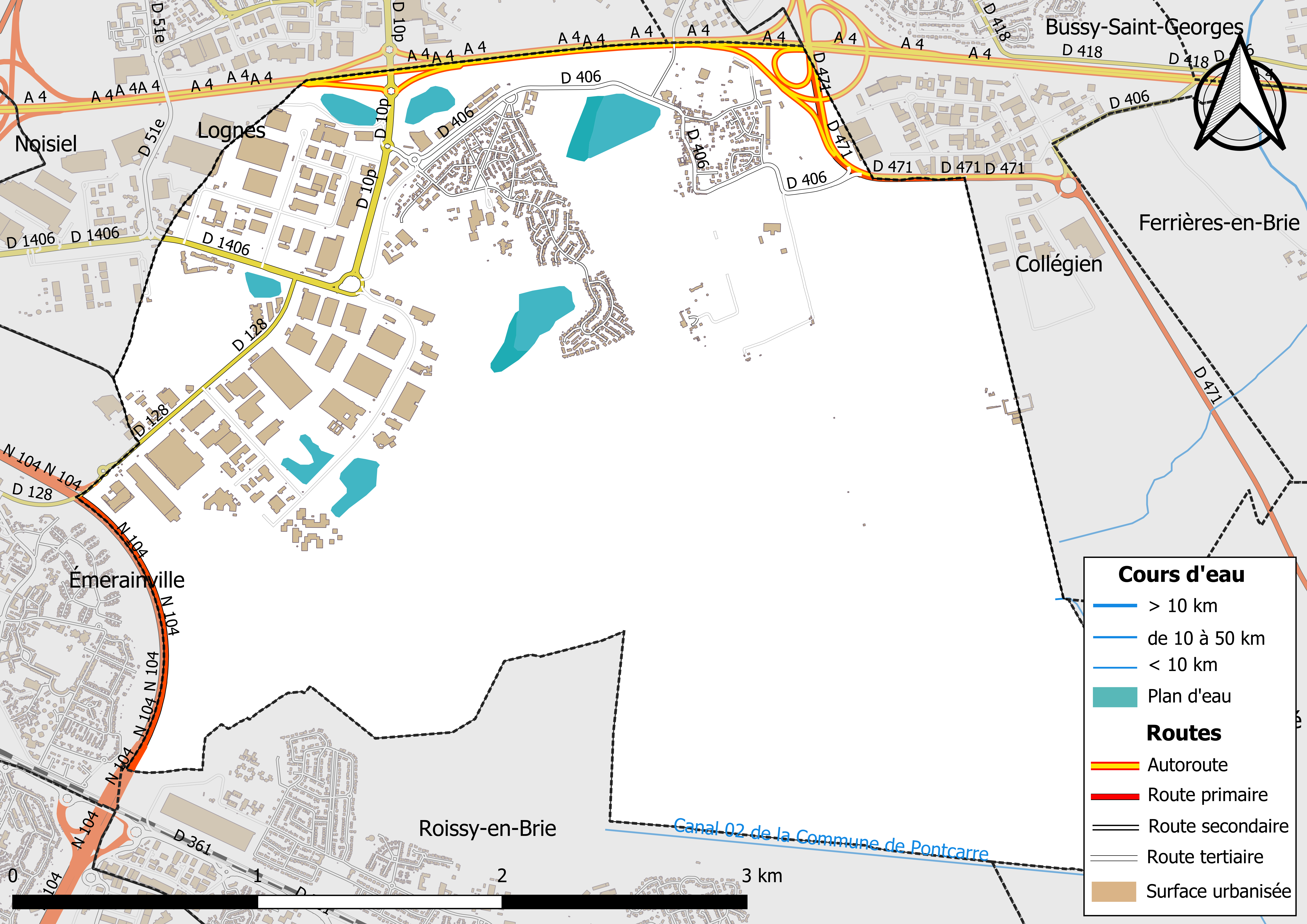
Carte hydrographique et des infrastructures de transport de la commune.

Le système hydrographique de la commune se compose d'un cours d'eau référencé : le canal 01 de la Commune de Pontcarré, long de 2,18 km, qui conflue avec le Morbras.
Sa longueur totale sur la commune est de 0,02 km.
La commune compte de nombreuses pièces d'eau dont 2 étangs traditionnels et anciens, l'étang de Croissy et étang de Beaubourg probablement créés au XVIIe siècle comme étangs d'agrément du château. C'est ici que nait le Maubuée, affluent de la Marne qui donna son nom au val éponyme.

### Climat
Pour des articles plus généraux, voir Climat de l'Île-de-France et Climat de Seine-et-Marne.
En 2010, le climat de la commune est de type climat océanique dégradé des plaines du Centre et du Nord, selon une étude du CNRS s'appuyant sur une série de données couvrant la période 1971-2000. En 2020, Météo-France publie une typologie des climats de la France métropolitaine dans laquelle la commune est exposée à un climat océanique altéré et est dans la région climatique Sud-ouest du bassin Parisien, caractérisée par une faible pluviométrie, notamment au printemps (120 à 150 mm) et un hiver froid (3,5 °C).
Pour la période 1971-2000, la température annuelle moyenne est de 10,8 °C, avec une amplitude thermique annuelle de 15,2 °C. Le cumul annuel moyen de précipitations est de 710 mm, avec 10,7 jours de précipitations en janvier et 7,8 jours en juillet. Pour la période 1991-2020, la température moyenne annuelle observée sur la station météorologique la plus proche, située sur la commune de Torcy à 2 km à vol d'oiseau, est de 12,1 °C et le cumul annuel moyen de précipitations est de 716,4 mm,. Pour l'avenir, les paramètres climatiques de la commune estimés pour 2050 selon différents scénarios d'émission de gaz à effet de serre sont consultables sur un site dédié publié par Météo-France en novembre 2022.
| Mois                                  | jan.            | fév.           | mars          | avril         | mai            | juin          | jui.           | août           | sep.          | oct.            | nov.            | déc.            | année      |
| ------------------------------------- | --------------- | -------------- | ------------- | ------------- | -------------- | ------------- | -------------- | -------------- | ------------- | --------------- | --------------- | --------------- | ---------- |
| Température minimale moyenne (°C)     | 2,2             | 2,3            | 4             | 6,1           | 9,6            | 12,7          | 14,6           | 14,2           | 11,2          | 8,8             | 5,1             | 2,9             | 7,8        |
| Température moyenne (°C)              | 4,8             | 5,6            | 8,3           | 11,2          | 14,6           | 18            | 20,1           | 19,8           | 16,3          | 12,8            | 8,1             | 5,5             | 12,1       |
| Température maximale moyenne (°C)     | 7,4             | 8,9            | 12,6          | 16,2          | 19,7           | 23,2          | 25,6           | 25,5           | 21,5          | 16,8            | 11,1            | 8               | 16,4       |
| Record de froid (°C) date du record   | −12,6 07.01.09  | −11,4 07.02.12 | −8,6 01.03.05 | −3,3 06.04.21 | 0,4 07.05.1997 | 2,8 04.06.01  | 6,6 13.07.1993 | 5,8 28.08.1998 | 2 30.09.18    | −3,4 30.10.1997 | −9,7 24.11.1998 | −9,6 29.12.1996 | −12,6 2009 |
| Record de chaleur (°C) date du record | 17,3 05.01.1999 | 20,9 27.02.19  | 26,2 31.03.21 | 28,8 20.04.18 | 31,6 27.05.05  | 36,6 27.06.11 | 42,1 25.07.19  | 39,7 11.08.03  | 35,7 08.09.23 | 28,7 02.10.11   | 21,9 07.11.15   | 17,8 07.12.00   | 42,1 2019  |
| Précipitations (mm)                   | 57,2            | 53,2           | 52,5          | 50            | 71,3           | 57,6          | 60,5           | 66,1           | 53,3          | 60,5            | 59,5            | 74,7            | 716,4      |

### Milieux naturels et biodiversité

#### Espaces protégés
La protection réglementaire est le mode d’intervention le plus fort pour préserver des espaces naturels remarquables et leur biodiversité associée,.
Un espace protégé est présent sur la commune :
l'« étang de Beaubourg », objet d'un arrêté préfectoral de protection de biotope, d'une superficie de 49 ha.

#### Zones naturelles d'intérêt écologique, faunistique et floristique
L’inventaire des zones naturelles d'intérêt écologique, faunistique et floristique (ZNIEFF) a pour objectif de réaliser une couverture des zones les plus intéressantes sur le plan écologique, essentiellement dans la perspective d’améliorer la connaissance du patrimoine naturel national et de fournir aux différents décideurs un outil d’aide à la prise en compte de l’environnement dans l’aménagement du territoire.
Le territoire communal de Croissy-Beaubourg comprend une ZNIEFF de type 1,,, l'« Étang de Croissy et étang de Beaubourg » (117,55 ha), et un ZNIEFF de type 2,, les « forêts d'Armainvilliers et de Ferrières » (5 682,94 ha), couvrant 12 communes du département.

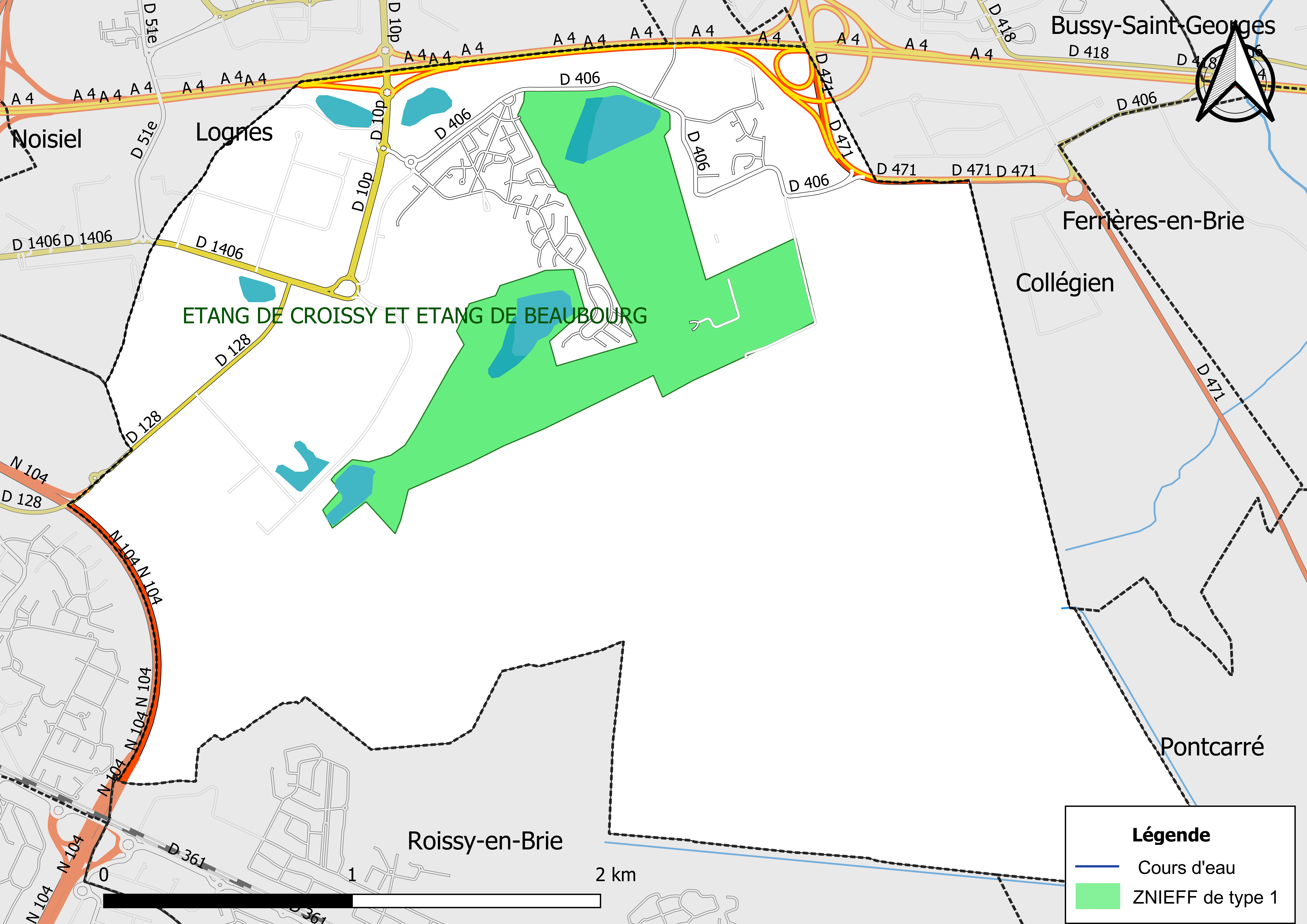
Carte des ZNIEFF de type 1 de la commune.
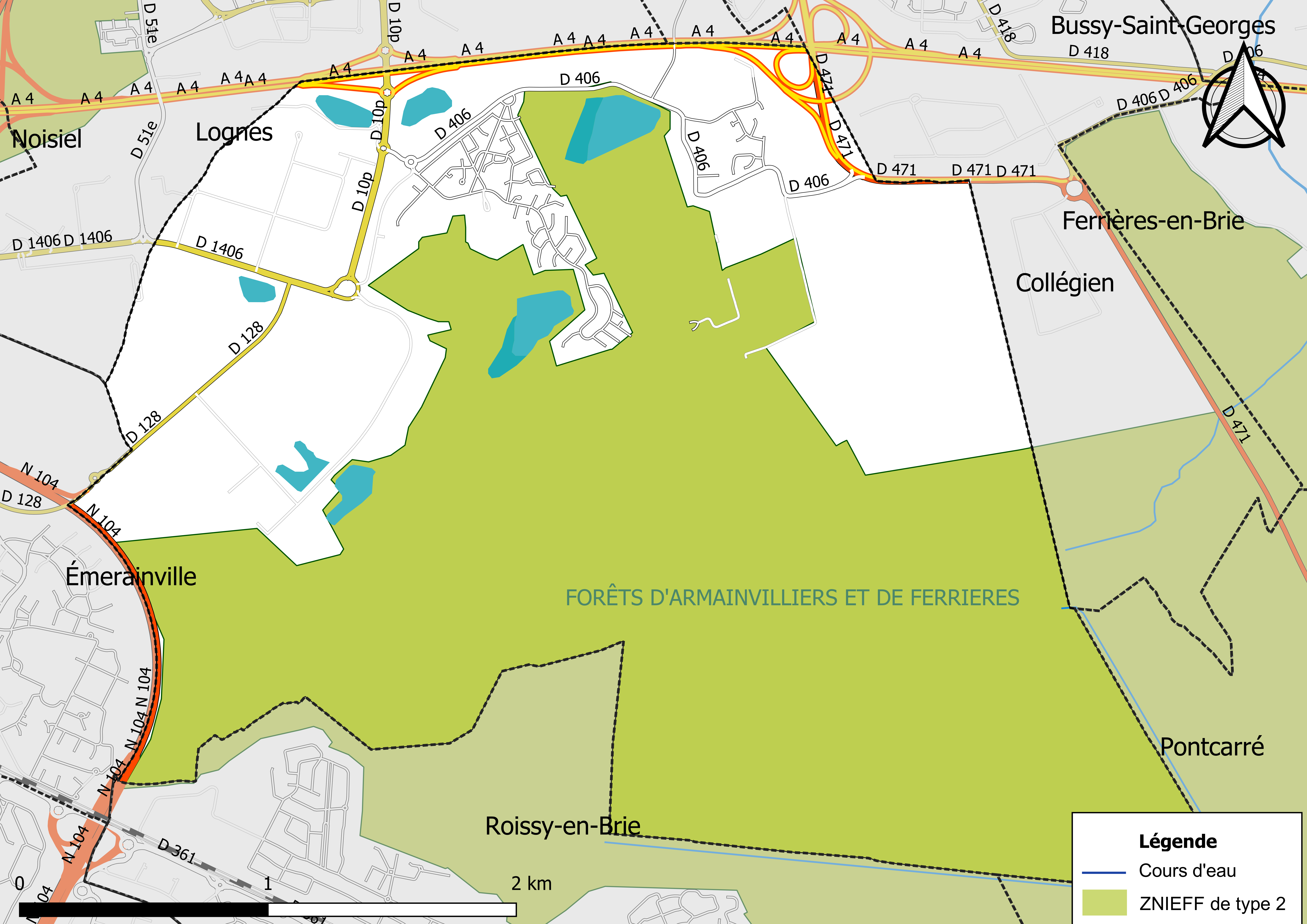
Carte des ZNIEFF de type 2 de la commune.

## Urbanisme
Croissy-Beaubourg fait partie du secteur II (Val Maubuée) de la ville nouvelle de Marne-la-Vallée.

### Typologie
Au 1er janvier 2024, Croissy-Beaubourg est catégorisée ceinture urbaine, selon la nouvelle grille communale de densité à sept niveaux définie par l'Insee en 2022.
Elle appartient à l'unité urbaine de Paris, une agglomération inter-départementale regroupant 407  communes, dont elle est une commune de la banlieue,,.
Par ailleurs la commune fait partie de l'aire d'attraction de Paris, dont elle est une commune de la couronne,. Cette aire regroupe 1 929 communes,.

### Occupation des sols

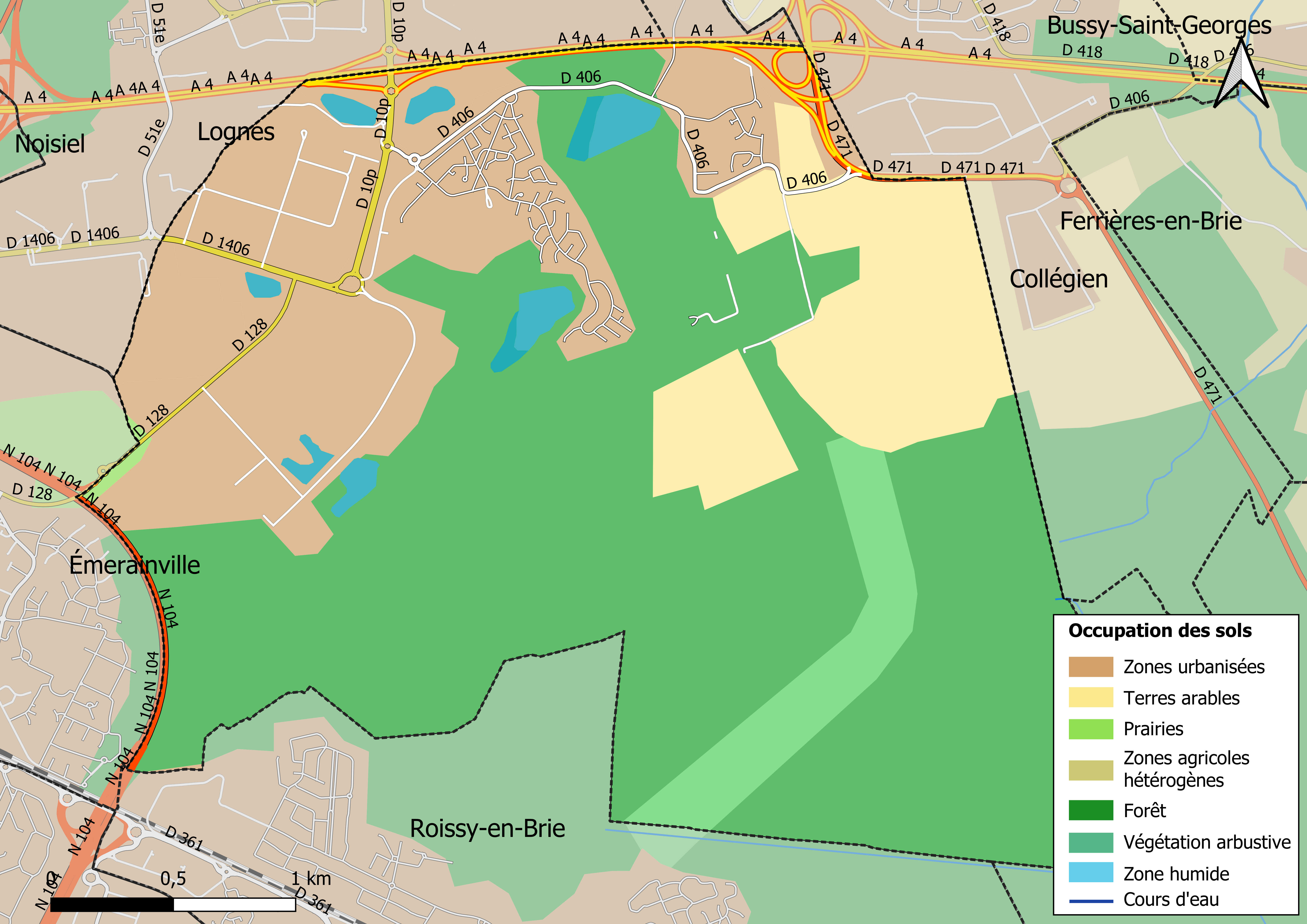
Carte des infrastructures et de l'occupation des sols de la commune en 2018 (CLC).

En 2018, le territoire de la commune se répartit en 58 % de forêts, 16,7 % de zones industrielles commercialisées et réseaux de communication, 11,3 % de terres arables, 7,6 % de zones urbanisées, 4,2 % de milieux à végétation arbusive et/ou herbacée, 1,9 % d’espaces verts artificialisés non agricoles et 0,5 % de prairies,.

### Lieux-dits et écarts
La commune compte 31 lieux-dits administratifs répertoriés consultables ici (source : le fichier Fantoir).

### Habitat et logement
En 2021, le nombre total de logements dans la commune était de 861, alors qu'il était de 779 en 2016 et de 772 en 2011.
Parmi ces logements, 96 % étaient des résidences principales, 0,6 % des résidences secondaires et 3,4 % des logements vacants. Ces logements étaient pour 86,7 % d'entre eux des maisons individuelles et pour 13 % des appartements.
Le tableau ci-dessous présente la typologie des logements à Croissy-Beaubourg en 2021 en comparaison avec celle de Seine-et-Marne et de la France entière. Une caractéristique marquante du parc de logements est ainsi la faible proportion des résidences secondaires et logements occasionnels (0,6 %) par rapport au département (3,1 %) et à la France entière (9,7 %).
| Typologie                                               | Croissy-Beaubourg | Seine-et-Marne | France entière |
| ------------------------------------------------------- | ----------------- | -------------- | -------------- |
| Résidences principales (en %)                           | 96                | 90,2           | 82,2           |
| Résidences secondaires et logements occasionnels (en %) | 0,6               | 3,1            | 9,7            |
| Logements vacants (en %)                                | 3,4               | 6,7            | 8,1            |

La commune ne respecte pas les obligations qui lui sont faites par l'article 55 de la loi SRU de disposer d'au moins 25 % de son parc de résidences principales constituées de logements sociaux, avec 9,93 % en 2019

### Voies de communication et transports
La ville est bordée, au nord, par l'Autoroute A4 dont l'accès est facilité par un échangeur situé sur la commune (sortie 10.1 Val Maubuée Sud).
Le village est aussi traversé par les routes départementales RD406, RD1406 et RD10P. La route départementale RD128 venant y terminer sa course.
La ville de Croissy-Beaubourg est desservie par les lignes de bus 321 et 421 du réseau de bus RATP et par la ligne 2284 du réseau de bus de Marne-la-Vallée.

### Risques naturels et technologiques
La commune  est classée en zone de sismicité 1, correspondant à une sismicité très faible

## Toponymie

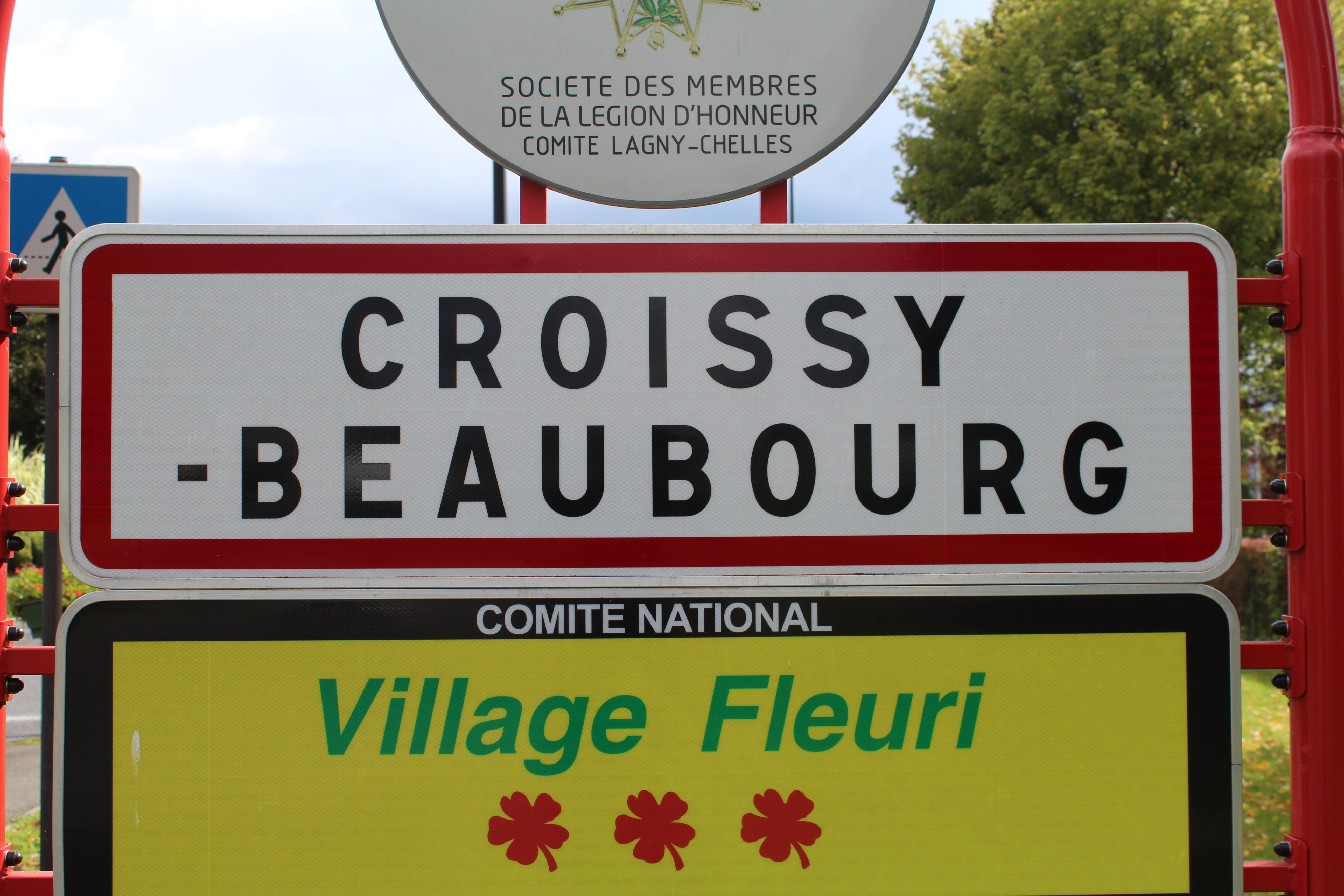
Panneau d'entrée.

C'est en 1804 qu'ont fusionné Croissy et Beaubourg.
La commune se nommait auparavant Croissy-en-Brie.

## Histoire
Croissy-Beaubourg a été constituée le 1er floréal an XII (21 avril 1804) par la réunion de deux communes instituées par la Révolution française, Beaubourg et Croissy.

### Croissy
Crussiacum : la seigneurie de Croissy-en-Brie aurait été donnée dans le premier tiers du XIe siècle, sous le roi Robert le Pieux, par le sire Henry de Croissy à l'abbaye de Lagny, dont les maîtres de Croissy la tiendraient désormais. Croissy doit ensuite probablement relever des Garlande, grands possesseurs de seigneuries, fiefs, châteaux, domaines, terres, moulins ou forêts en Brie aux XIe – XIIe siècles (cf. Livry, Noisiel, Tournan, Gournay, La Queue, Roissy, Torcy... ; blason : D'or aux deux fasces de gueules), et passer ensuite à leurs descendants Montfort (Agnès de Garlande épouse Amaury III de Montfort en 1120), puis Meulan (leur fille Agnès de Montfort est mariée en 1141 à Galéran IV de Meulan) et Longueval (leur arrière-petite-fille Jeanne/Anne de Meulan marie l'amiral Aubert II de Longueval-Framerville en 1265). 
En tout cas, il est avéré que les Meulan puis les Longueval possèdent Croissy,, et après eux les Montmorency (car leur fille Jeanne de Longueval épouse en 1286 E(v)rard de Montmorency-Conflans et Breteuil, échanson royal, fils cadet de Mathieu III) et les Léon (leur fille Jeanne de Montmorency marie en 1307 Hervé VI de Léon, sire de Noyon-sur-Andelle). Leur fils Henri VII de Léon en faisait encore l'hommage en 1344.
Probablement par une vente, une saisie ou un échange, Croissy passe ensuite à un certain Pierre de/du Pala(i)s,
- dont la veuve le cède vers 1355 contre 4 000 deniers d'or à l'agneau à Nicolas Braque, conseiller de Jean II et Charles V, ce dernier roi lui rachetant Croissy pour la même somme le 17 décembre 1356[31].
- Autres conseillers des rois Valois, le chambellan royal Bureau de La Rivière l'avait en 1372 (avec Gournay) ; puis Jean Jouvenel des Ursins de Traînel en 1376, 1379 ; une fille de Bureau, Perrette de La Rivière († vers 1451/1463, femme de Guy VI de La Roche-Guyon († 1415 à Azincourt), retrouve le fief dans la 1re moitié du XVe siècle.
- Dans la 2e moitié de ce siècle, Jacques d'Estouteville-Torcy de Beynes, conseiller-chambellan de Charles VIII, prévôt de Paris en 1479-1509 est seigneur de Croissy, Obsonville, Beynes et Blainville, baron d'Ivry (Jacques était le fils de Robert VII et l'époux de Gillette de Coëtivy ; curieusement, son lointain cousin homonyme Jacques était le fils de Marie de La Roche-Guyon, le petit-fils de Guy VII de La Roche, et l'arrière-petit-fils de Perrette de La Rivière et Guy VI de La Roche-Guyon ci-dessus). Durant la guerre de Cent Ans, le château médiéval de Croissy est pris et brûlé par les Armagnacs.
- Puis on trouve comme détenteurs de Croissy-en-Brie : en 1510 Étienne Petit (1449-1513), notaire et secrétaire du roi, aussi seigneur de Torcy dès 1482/1484 ; en 1553 Michel de Champrond, bailli-capitaine de Chartres ;
- en 1573, le marquis de Cœuvres, père de Gabrielle d'Estrées - favorite de Henri IV - en est le possesseur, suivi de son gendre le duc de Brancas-Villars ; puis au XVIIe siècle : Antoine Fouquet de Croissy, diplomate, parlementaire et frondeur[32], et Joachim Bérault/Béraud.

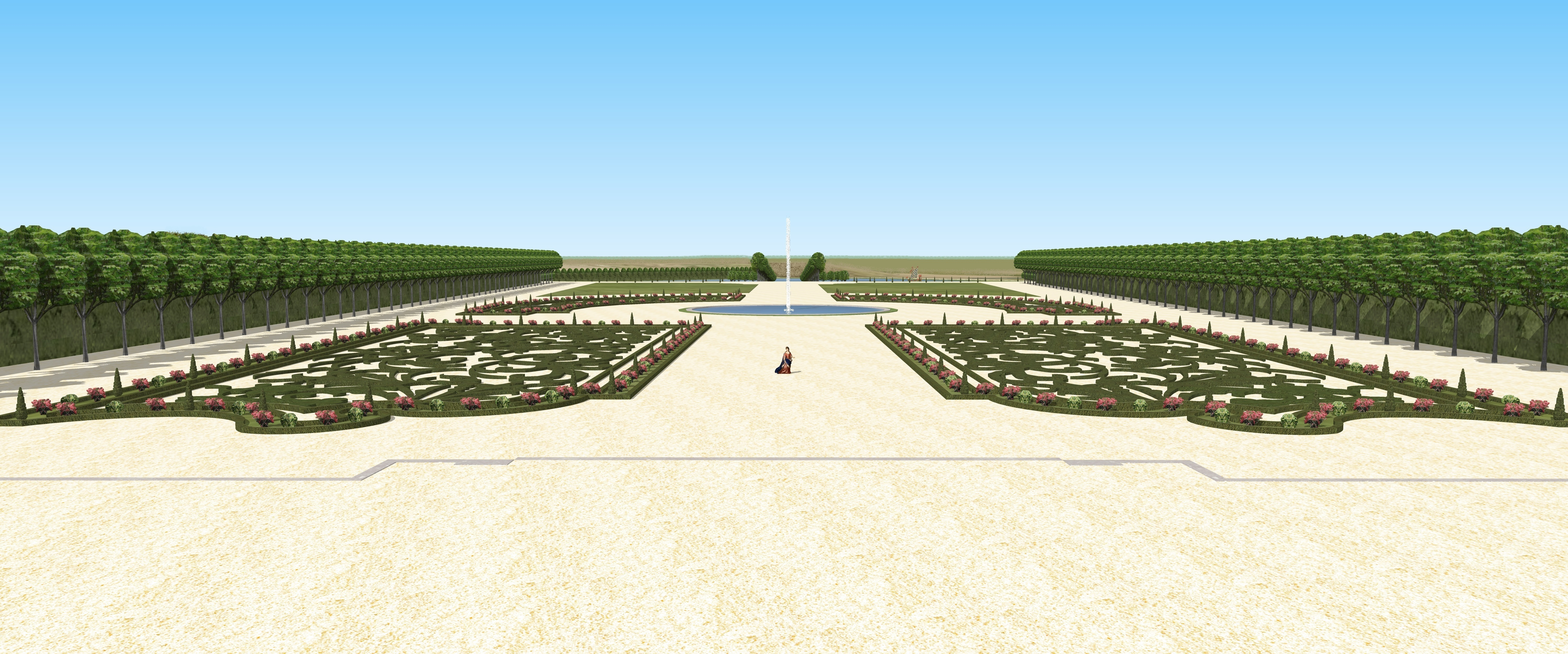
Restitution de la vue sur le parterre du château de Croissy-Beaubourg, XVIIIe siècle.

- En effet en 1656, la terre est achetée par Joachim Béraud (1603-1683), Grand Audiencier de France, par ailleurs seigneur de Torcy par son mariage en 1655 avec l'héritière Marguerite de Laistre : ils marient leur fille Françoise Béraud à Charles Colbert, frère cadet du ministre de Louis XIV. Ainsi est créé le marquisat de Croissy et Torcy en juillet 1676.
- En 1764, la terre de Croissy est vendue avec Torcy (mais sans le titre de marquis) au fermier général et secrétaire du roi Antoine François Bouret de Valroche (1711-1776), frère puîné d'Étienne-Michel et créancier de Jean-Baptiste-Joachim Colbert. Sa fille héritière Marie-Antoinette Bouret de Valroche, comtesse de Villereau par son 2e mariage en 1775 avec Louis-Gaspard de Villereau, devra céder Torcy à Étienne-Pascal Gigault de Crisenoy, mais réussira à conserver Croissy-en-Brie.

Après la Révolution de 1789, parmi les personnes illustres qui ont possédé le château de Croissy, citons la comtesse de Montesquiou (1821) ; le prince de La Trémoille (1826 ; est-ce le duc Charles-Bretagne, prince de Tarente (1764-1839) ? Son neveu Charles-Léopold-Henri (1787-1815), prince de Talmont, fils du chef chouan Antoine-Philippe (1765-1794), est dit avoir des biens, terre et château, à Croissy-Beaubourg) ; puis le comte et la comtesse d'Agoult (1833) ; et Jules de Courmont (1853 ; sa demi-sœur Annette-Cécile de Courmont est la mère des Goncourt). Marie d'Agoult, spirituelle femme de lettres, crée un salon où l'aristocratie et les artistes se rencontrent. Parmi les visiteurs, notons : Ingres, Émile de Girardin, Sainte-Beuve, Heine, Rossini, Chopin, Meyerbeer, Alfred de Vigny, Eugène Sue et Franz Liszt (l'amant de Mme d'Agoult). 
Le château a été dénaturé au XIXe siècle et a subi une destruction quasi complète le 17 août 1944 lorsque les troupes allemandes qui l'occupaient le firent sauter.

### Beaubourg
Bellus Bergus : Beaubourg, seul village de ce nom en France, avait une chapelle seigneuriale érigée en paroisse au XIIe siècle Elle avait pour patrons sainte Marie-Madeleine et saint Marlin et elle était édifiée dans la cour du château. Le château de Beaubourg, construit sur une petite éminence avec fossés à l'entour, était le chef-lieu d'une seigneurie relevant de la baronnie de Montjay. Parmi les principaux possesseurs, peuvent être cités (, p. 854-859) :
- une famille seigneuriale locale du XIIIe siècle (Jean en 1221, et Simon de Beaubourg en 1240) ; Simon des Essarts en 1326 ;
- Nicolas Braque (vers 1320-août 1388), puissant conseiller des rois Valois Jean et Charles, acquiert Croissy (voir ci-dessus), Clotomont (à Croissy) et Beaubourg vers 1355, puis sa fille Marie Braque transmet ces deux derniers fiefs à son mari Pierre de Villebéon ; un certain Raoul de Longueval, que l'historien Jean Lebeuf présentait comme le 2e époux de Marie Braque, ce qui n'a rien d'assuré ; la fille de Pierre et Marie Braque, Marguerite de Villebéon, épouse Guillaume du Drac vicomte d'Aÿ, † sans postérité vers 1414, fils de Jacqueline d'Aÿ († 1404) et de Jean Ier d'Aÿ († 1413)[36] ;
- la famille du Drac[37] garde alors Beaubourg et Clotomont, avec les deux frères de Guillaume, Philippe du Drac vicomte d'Aÿ, et Girard du Drac sire de Claye ; Anne du Drac, petite-fille de Philippe, porte les fiefs à son mari Jean de Marle(s) de Versigny[38] (fils d'Arnaud de Marle, Garde des Sceaux, † 1456, lui-même fils du chancelier Henri) : parents de Christophe de Marle (vers 1485-1555 ; conseiller au Parlement, chanoine d'Avranches), de Claude (x Augustin de Thou), et de Nicole de Marle (x René Hector de Péreuse) ; les fils de ces derniers, Nicolas Hector de Perreuse (maître des requêtes, prévôt des marchands en 1586-1588) et son frère Christophe Ier Hector de Marle de Versigny (maître des requêtes), héritent Beaubourg et Clotomont de leur oncle maternel Christophe de Marle ; Jacques Hector de Marle († 1651 ; deuxième fils de Christophe Ier Hector de Marle), les possède ensuite, puis sa fille Claude Hector de Marle qui les apporte à son cousin germain Bernard Hector de Marle († 1694 ; fils de Marie, fille d'Oudard Colbert de Villacerf, et de Christophe II Hector de Marle, le frère aîné de Jacques), qu'elle épouse en 1655 ; en 1665, Bernard Hector de Marle vend Beaubourg et Clotomont à Marie Vivien, veuve de Simon Bachelier, receveur général des Finances d'Orléans ;
- autre Simon Bachelier, fils des précédents, aussi receveur général des Finances d'Orléans, succède à sa mère Marie Vivien en 1668, puis viennent après lui son fils Jean-Baptiste-Joseph (en 1697) et son petit-fils Louis-Jean-Baptiste Bachelier (en 1711) ; hérite ensuite le cousin germain de ce dernier, Simon-Louis Brûlart de La Borde de Rouvres[39] († sans postérité ap. 1754 ; fils de Denis-Noël Brûlart marquis de Rouvres (vers 1670-1739) et de Bonne-Marie Bachelier, † 1716, sœur de Jean-Baptiste-Joseph) ;
- Les derniers seigneurs sont les Tissart de Rouvres, la sœur de Denis-Noël, Madeleine Brulart (vers 1666-1761) ayant épousé en 1696 Louis-Alexandre Tissart (vers 1659-1732) : leur fils Louis-Jacques-Noël marquis de Tissart de Rouvres[40] († 1775 ; cousin germain de Simon-Louis Brulart, officier des gardes françaises) est le nouveau seigneur ; il magnétisa un arbre du parc du château ; sa postérité est assurée par son fils le marquis Louis-Joseph (1754-1795) et sa fille Louise-Marthe (1754-1804 ; x 1773 Emmanuel-Maurice Pondre de Guermantes, 1747-1785).

Puis l'ancien domaine fut démantelé : le jurisconsulte Treilhard (1742-1810) fut propriétaire du château, qui deviendra en 1846 la propriété de M. de Tupigny de Bouffé. À son décès, sa nièce, la comtesse de Ferrières de Sauveboeuf, en héritera, puis le revendra. M. Smadja, patron et directeur du journal Combat, en sera le dernier propriétaire. En 1975, le château en ruines fut démoli pour permettre l'implantation de bureaux. Seules ont été conservées et restaurées les dépendances du château, qui appartient désormais au groupe d'hypermarchés Cora pour abriter leur direction.

## Politique et administration

### Rattachements administratifs et électoraux

#### Rattachements administratifs
La commune se trouve depuis 1994 dans l'arrondissement de Torcy du département de la Seine-et-Marne.
Elle faisait partie de 1793 à 1975 du canton de Lagny-sur-Marne, année où elle intègre le canton de Torcy. Dans le cadre du redécoupage cantonal de 2014 en France, cette circonscription administrative territoriale a disparu, et le canton n'est plus qu'une circonscription électorale.

#### Rattachements électoraux
Pour les élections départementales, la commune fait partie depuis 2014 du canton de Champs-sur-Marne.
Pour l'élection des députés, elle fait partie de la huitième circonscription de Seine-et-Marne.

### Intercommunalité
Croissy-Beaubourg était membre de la communauté d'agglomération de Marne-la-Vallée - Val Maubuée, un établissement public de coopération intercommunale (EPCI) à fiscalité propre créé en 2013, et qui se substituait au syndicat d'agglomération nouvelle de même nom créé le 13 juillet 1983 succédant lui-même au syndicat communautaire d'aménagement de l'agglomération nouvelle de Marne-la-Vallée - Val Maubuée créé le 14 décembre 1972.
La communauté d'agglomération, qui exerçait des compétences que lui avait transférées la commune, dans les conditions déterminées par le code général des collectivités territoriales, a fusionné dans le cadre des dispositions de la loi portant nouvelle organisation territoriale de la République du 7 août 2015 avec ses voisines pour former, le 1er janvier 2016, la communauté d'agglomération Paris - Vallée de la Marne, dont est donc désormais membre la commune.

### Liste des maires
| Période                                  | Période       | Identité                            | Étiquette                                                | Qualité |
| ---------------------------------------- | ------------- | ----------------------------------- | -------------------------------------------------------- | --- |
| Les données manquantes sont à compléter. |               |                                     |                                                          | |
|                                          |               |                                     |                                                          | |
|                                          |               | Pierre André Leblanc                |                                                          | |
|                                          |               | L'Huillier                          |                                                          | |
|                                          |               | Antoine Petit                       |                                                          | |
| 1795                                     | 1797          | Claude Moulin                       |                                                          | |
|                                          |               | Joseph Marie Arnoult                |                                                          | |
|                                          |               | Joseph Abraham Lejeune              |                                                          | |
|                                          |               | Nicolas Gendret                     |                                                          | |
| 1808                                     | 1821          | Jacques Charlier                    |                                                          | |
| 1821                                     | 1826          | Henry de Monstesquiou               |                                                          | |
| 1826                                     | 1830          | Claude Thierry Benard               |                                                          | |
| 1830                                     | 1841          | Alexandre Crudeville                |                                                          | |
| 1841                                     | 1847          | Antoine Henry Valissaut             |                                                          | |
| 1847                                     | 1852          | Théophile Charles Tupigny de Bouffé |                                                          | |
| 1852                                     | 1860          | Louis Nicolas Laugaudin             |                                                          | |
| 1860                                     | 1871          | Jean Charles Gautier de Charnacé    |                                                          | |
| 1871                                     | 1878          | Théophile Charles Tupigny de Bouffé |                                                          | |
| 1878                                     | 1892          | Édouard André                       |                                                          | |
| 1892                                     | 1917          | Christian Gautier de Charnacé       |                                                          | |
| 1917                                     | 1937          | Henri Puerari                       |                                                          | |
| 1937                                     | 1941          | Jacques Puerari                     |                                                          | |
| 1941                                     | 1945          | Charles Couesnon                    |                                                          | |
| 1945                                     | 1947          | Augustin Durecq                     |                                                          | |
| 1947                                     | mars 1977     | Jean-Baptiste Lemarié               |                                                          | |
| mars 1977                                | mars 1983     | Michel Diefenthal                   | PS                                                       | Ingénieur |
| mars 1983                                | octobre 2024, | Michel Gérès                        | RPR puis UMP ( → 2012) puis MoDem (2012 → 2014) puis DVD | Cadre commercial retraité Vice-président de la CA Paris - Vallée de la Marne Suppléant du député Gérard Jeffray (1993 → 1997) Suppléant de la députée Chantal Brunel (2002 → 2012) Démissionnaire |
| octobre 2024                             | En cours      | Michaël Gaillard                    |                                                          | Agent commercial, ancien adjoint au maire |

### Jumelages
Roccasecca (Italie)

## Équipements et services publics

### Enseignement

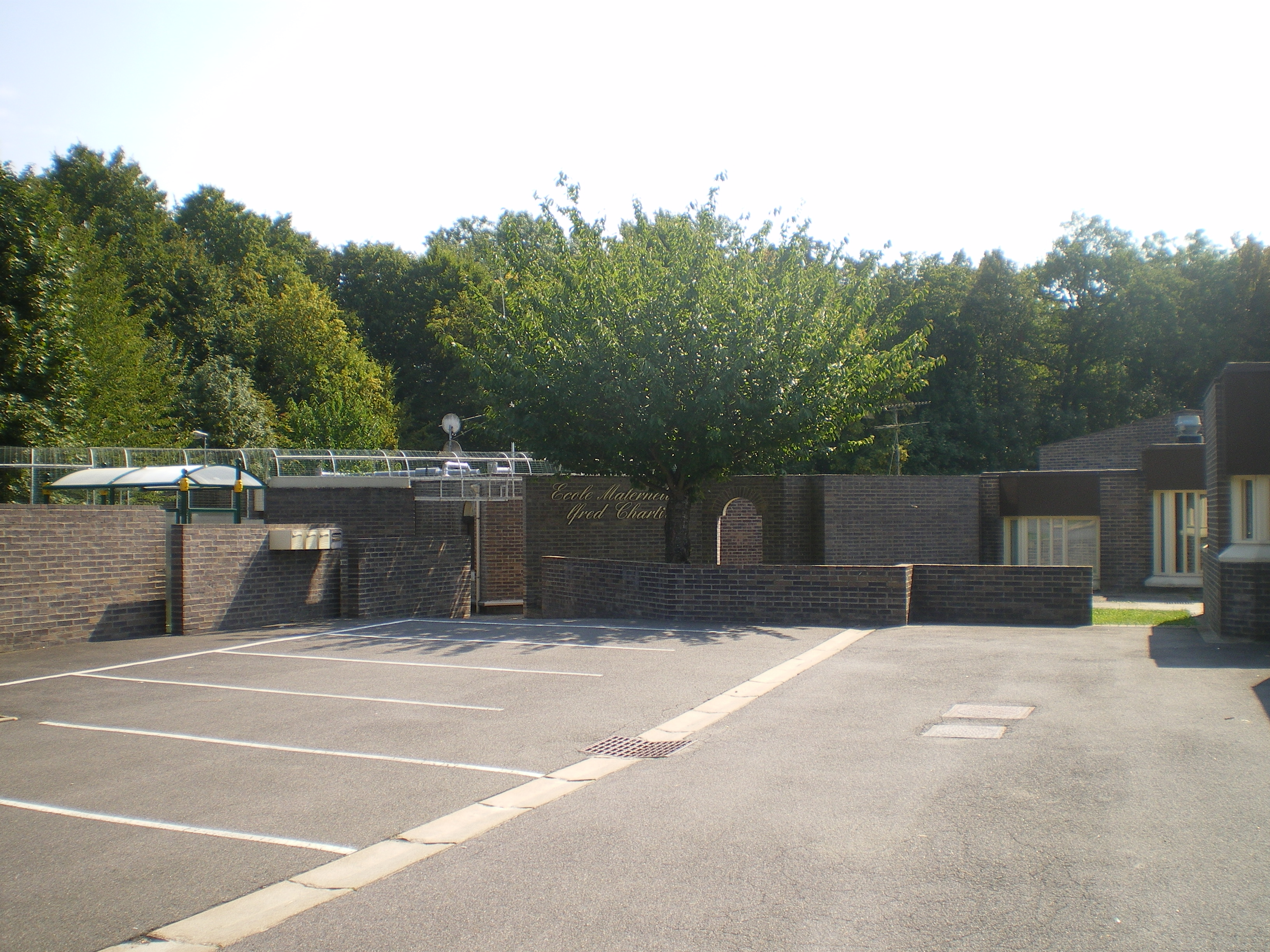
École maternelle Alfred-Chartier.

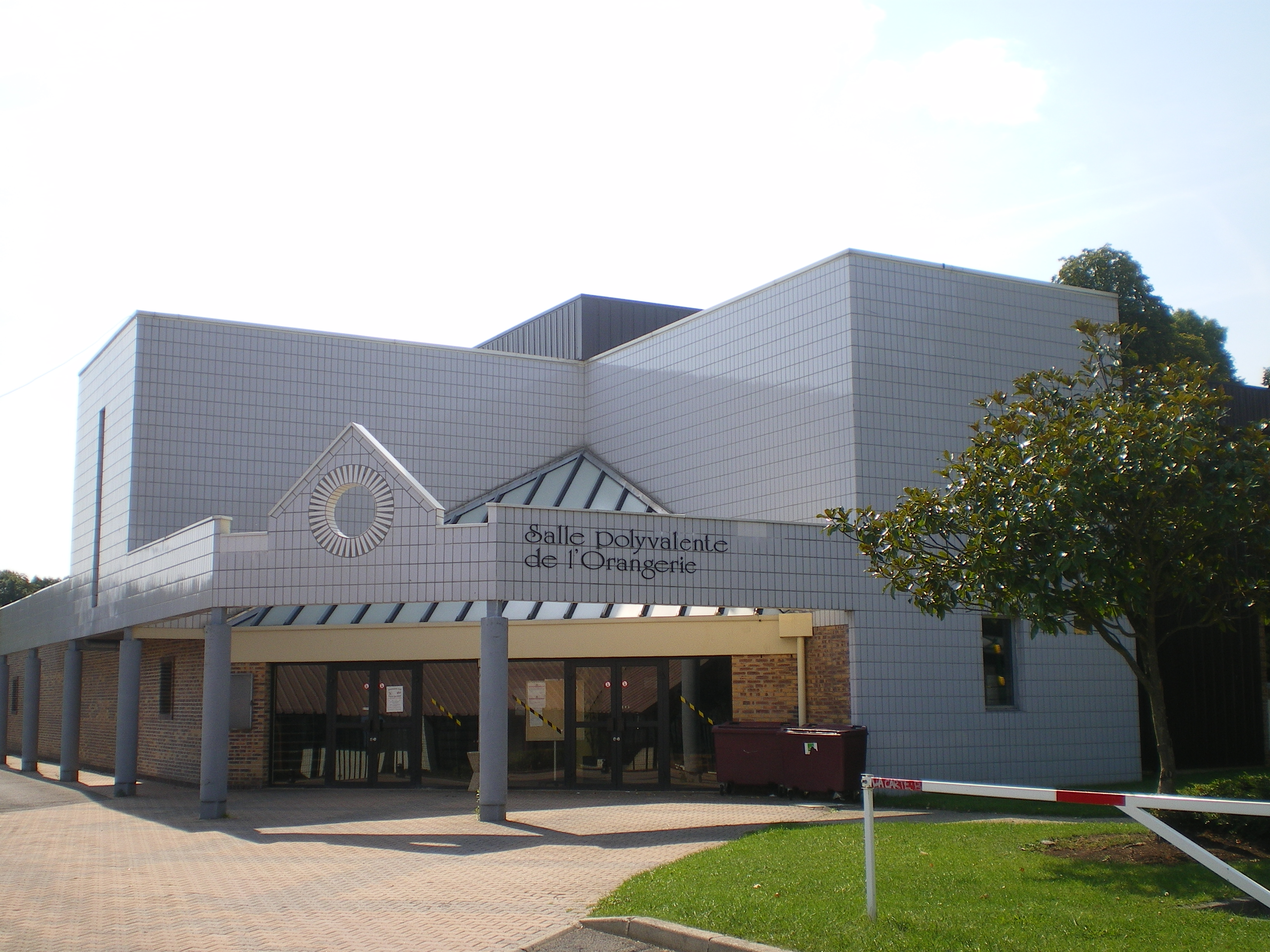
Salle polyvalente de l'Orangerie

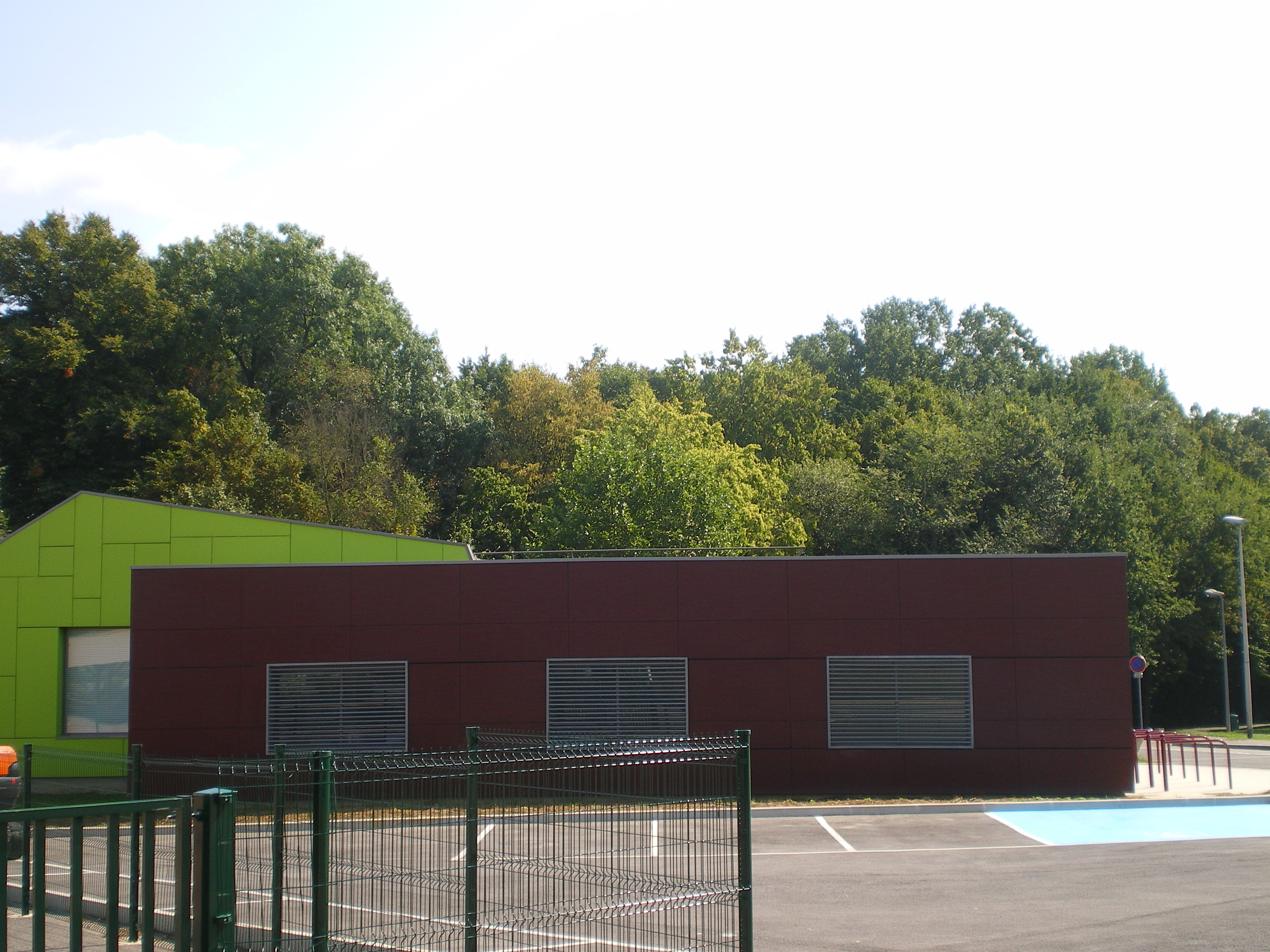
Club des jeunes

La commune possède sur son territoire deux écoles publiques : une école maternelle (Alfred-Chartier) et une école élémentaire (Les Lions-de-Beaubourg). Croissy-Beaubourg dépend du collège du Segrais (Lognes) et du lycée Jean-Moulin (Torcy).

### Enfance
Croissy-Beaubourg dispose d'une crèche communale, d'un centre de loisirs (pour les enfants), d'un club pour les adolescents et d'un club pour les retraités.

### Équipements culturels
Un espace culturel Michel Fugain a été inauguré en janvier 2019.

## Population et société

### Démographie
L'évolution du nombre d'habitants est connue à travers les recensements de la population effectués dans la commune depuis 1793. Pour les communes de moins de 10 000 habitants, une enquête de recensement portant sur toute la population est réalisée tous les cinq ans, les populations de référence des années intermédiaires étant quant à elles estimées par interpolation ou extrapolation. Pour la commune, le premier recensement exhaustif entrant dans le cadre du nouveau dispositif a été réalisé en 2004.

En 2022, la commune comptait 1 969 habitants, en évolution de −0,71 % par rapport à 2016 (Seine-et-Marne : +3,92 %, France hors Mayotte : +2,11 %).
| 1793 | 1800 | 1806 | 1821 | 1831 | 1836 | 1841 | 1846 | 1851 |
| ---- | ---- | ---- | ---- | ---- | ---- | ---- | ---- | ---- |
| 201  | 193  | 274  | 259  | 259  | 267  | 282  | 265  | 282  |

| 1856 | 1861 | 1866 | 1872 | 1876 | 1881 | 1886 | 1891 | 1896 |
| ---- | ---- | ---- | ---- | ---- | ---- | ---- | ---- | ---- |
| 277  | 270  | 281  | 277  | 247  | 233  | 244  | 252  | 260  |

| 1901 | 1906 | 1911 | 1921 | 1926 | 1931 | 1936 | 1946 | 1954 |
| ---- | ---- | ---- | ---- | ---- | ---- | ---- | ---- | ---- |
| 242  | 260  | 241  | 260  | 273  | 306  | 227  | 161  | 190  |

| 1962 | 1968 | 1975 | 1982  | 1990  | 1999  | 2004  | 2006  | 2009  |
| ---- | ---- | ---- | ----- | ----- | ----- | ----- | ----- | ----- |
| 217  | 231  | 957  | 1 555 | 2 396 | 2 236 | 2 147 | 2 097 | 2 037 |

| 2014  | 2019  | 2022  | - | - | - | - | - | - |
| ----- | ----- | ----- | - | - | - | - | - | - |
| 2 008 | 2 026 | 1 969 | - | - | - | - | - | - |

Contrairement à l’arrondissement dont la population est en forte hausse avec 343 583 habitants en 1999 pour 302 207 en 1990 soit 41 376 personnes en plus avec une densité de 1 138 habitants au km² ; la commune a perdu en 9 ans 160 habitants (2 396 en 1990 et seulement 2 236 en mars 1999), avec une densité de 192 habitants au km². Le village comptait 957 habitants en 1975 et 231 habitants en 1968. De 1990 à 1999, 203 naissances et 61 décès ont été enregistrés, soit un excédent naturel de 142 personnes. Par ailleurs, le déficit des entrées sur les sorties de population est de 302 personnes, ce qui explique la perte de 160 personnes et ces chiffres traduisent une nette décohabitation.

### Manifestations culturelles et festivités
- Fête du village : 2e dimanche de septembre (en l'honneur de la Nativité de la Vierge)

### Vue associative
De nombreuses associations sont sur la commune dont des associations sportives.
L'ASCB (Association Sportive de Croissy-Beaubourg) propose des sections foot, gym, arts martiaux, yoga, tennis de table, motricité et d'autres sports sont proposés par diverses associations (Atelier d'arts chorégraphiques, Tennis (ATCB), Club de boules de Croissy-Beaubourg CBCB (Pétanque), Club de Kung-fu Wushu, Golf club de Croissy-Beaubourg, Judo Club Croissy Umenoki, Croissy-Beaubourg Modern'Jazz, Badminton Club de Croissy-Beaubourg).
D'autres associations sont implantées tel que l'ABCDEFGH (Association des Briards), l'Association des familles et ASTROCOM (Astrologie & communication) ou encore le comité des fêtes (qui organise les fêtes à Croissy-Beaubourg), la Maison Pour Tous « Juge Michel », Mistigris Croissy-Beaubourg (Association de défense des chats), l'Association pour la démocratie et la transparence, le PIMV (Parents Indépendants de Marne-la-Vallée : Fédération de parents d'élèves).
Ces associations sont présentes lors du forum des associations chaque année au mois de septembre avant que les activités ne reprennent pour une nouvelle saison.

## Économie

### Revenus de la population et fiscalité
En 2018, le nombre de ménages fiscaux de la commune était de 804 (dont 80 % imposés), représentant 2 058 personnes et la  médiane du revenu disponible par unité de consommation  de 29 120 euros, le 1er décile étant de 15 840 euros avec un rapport interdécile de 2,9.

### Emploi
En 2018, le nombre total d’emplois dans la zone était de 6 019, occupant 842 actifs  résidants (dont 13,5 % dans la commune de résidence et 86,5 % dans une commune autre que la commune de résidence).
Le taux d'activité de la population (actifs ayant un emploi) âgée de 15 à 64 ans s'élevait à 71,6 % contre un taux de chômage de 7,1 %.
Les 21,3 % d’inactifs se répartissent de la façon suivante : 11 % d’étudiants et stagiaires non rémunérés, 7,5 % de retraités ou préretraités et 2,8 % pour les autres inactifs.

### Secteurs d'activité

#### Entreprises et commerces
Au 31 décembre 2019, le nombre d’unités légales et d’établissements (activités marchandes hors agriculture) par secteur d'activité était de 671 dont 45 dans l’industrie manufacturière, industries extractives et autres, 106 dans la construction, 265 dans le commerce de gros et de détail, transports, hébergement et restauration, 29 dans l’Information et communication, 28 dans les activités financières et d'assurance, 17 dans les activités immobilières, 137 dans les activités spécialisées, scientifiques et techniques et activités de services administratifs et de soutien, 25 dans l’administration publique, enseignement, santé humaine et action sociale et 21  étaient relatifs aux autres activités de services.
Par ailleurs, depuis les années 1970, la commune accueille le siège social de la chaîne de magasins Cora, au sein duquel travaillaient, en 2024, plus de 300 personnes. Carrefour, qui a racheté l'enseigne en juillet 2024, a annoncé en octobre 2024 son intention de fermer le site.
En 2020, 63 entreprises ont été créées sur le territoire de la commune, dont 26 individuelles.
Au 1er janvier 2021, la commune ne disposait pas d’hôtel et de terrain de camping.
- La ZAC Paris-Est qui s'étend entre les communes de Croissy-Beaubourg, Lognes et Émerainville compte en 2016 un peu plus de 200 entreprises.
- La ZAC de Lamirault à l'Est de la commune jouxte la ZAC des Portes de la Forêt de Collégien.
- La commune dispose d'un centre commercial. C'est dans ce centre commercial que se situe la pharmacie du village.

## Culture locale et patrimoine
La municipalité a créé une médaille d'honneur intitulée la Croix d'honneur Charles de Colbert de Croissy.

### Lieux et monuments
- La ferme de Lamirault, une ferme fortifiée  Inscrite MH (1985 )[58] s'étend à la fois sur les communes de Croissy-Beaubourg et de Collégien.

Elle a la particularité d’être entourée de fossés, déjà mentionnés au XIVe siècle.
Maison seigneuriale au XVIIe siècle, Fouché en fait l'acquisition et transforme le château en ferme. L’édifice sera plus tard acquis par James de Rothschild.
- L'église placée sous le vocable de saint Marcel (Marcel de Chalon qui subit le martyre à Chalon-sur-Saône et non saint Marcellin)[59]. L'église primitive (XVIIe siècle) fut déplacée à son emplacement actuel en 1687, restaurée en 1856 et détruite en 1958 en raison de risques d'effondrements. L'église actuelle fut inaugurée en 1961 et son clocher ajouté en 1993.
- Vestiges du château de Croissy reconstruit au XVIIe siècle par Charles Colbert et incendié en juin 1944[60].

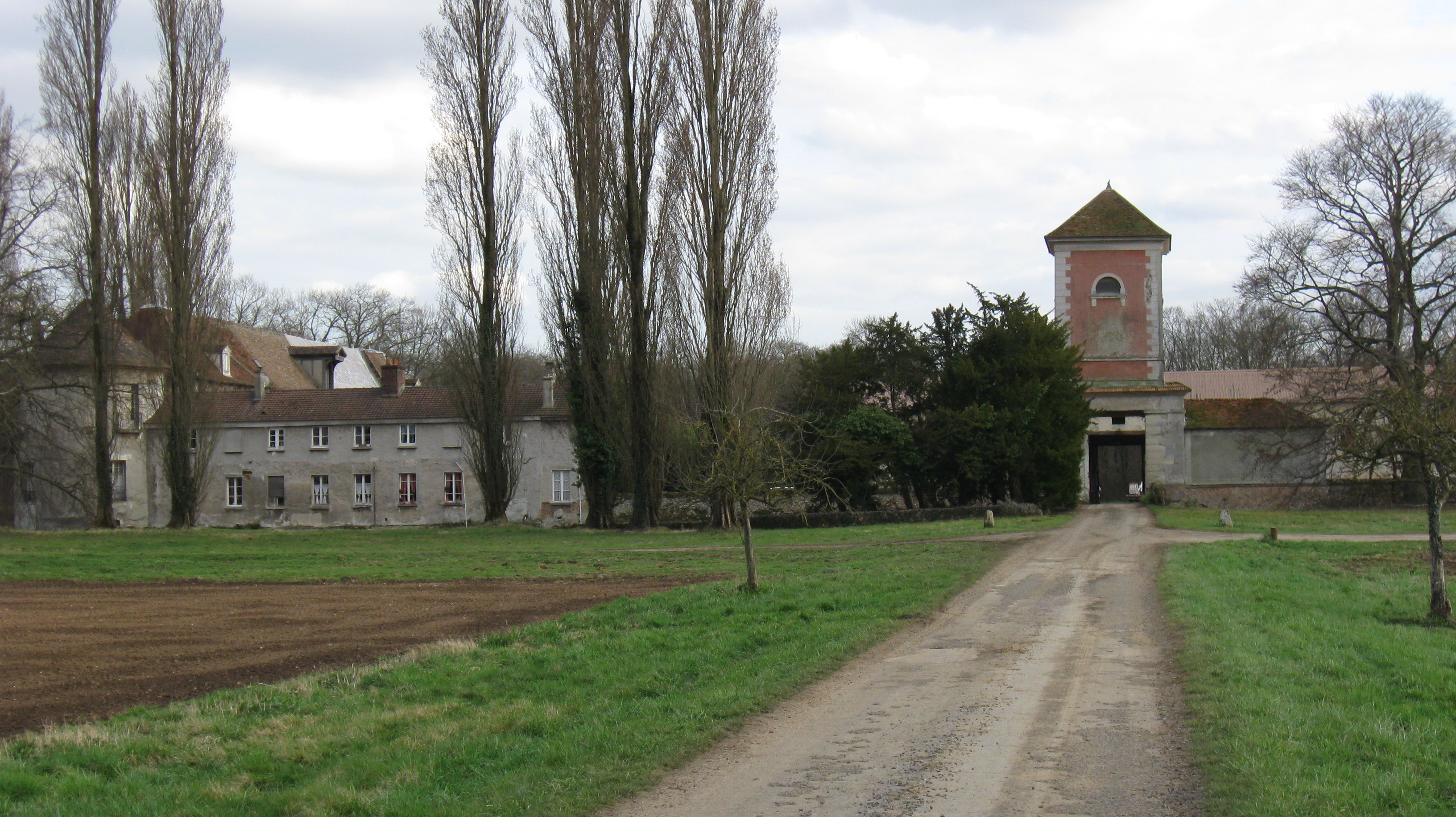
La ferme de Lamirault.
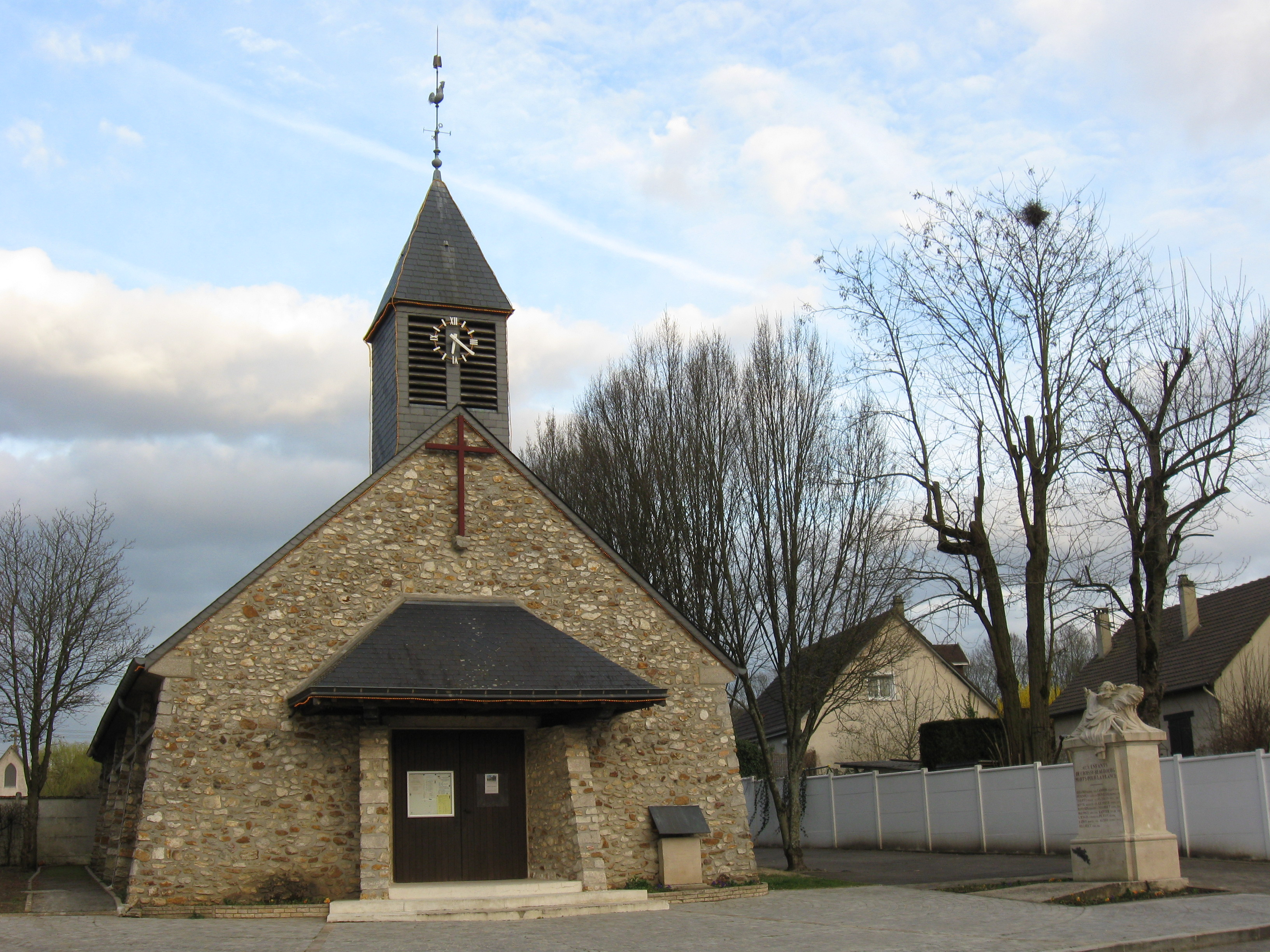
L'église Saint-Marcel.
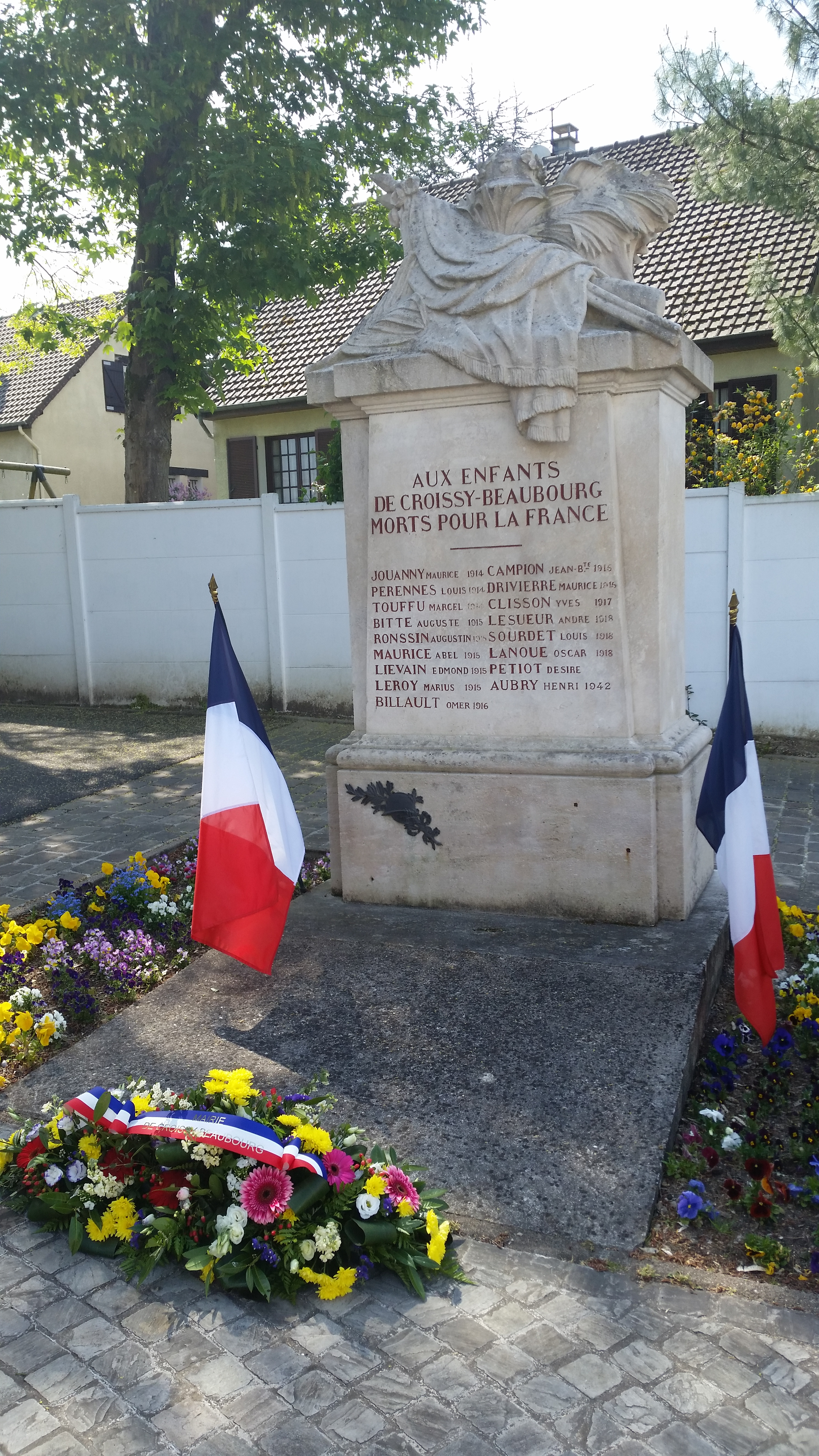
Le monument aux morts.
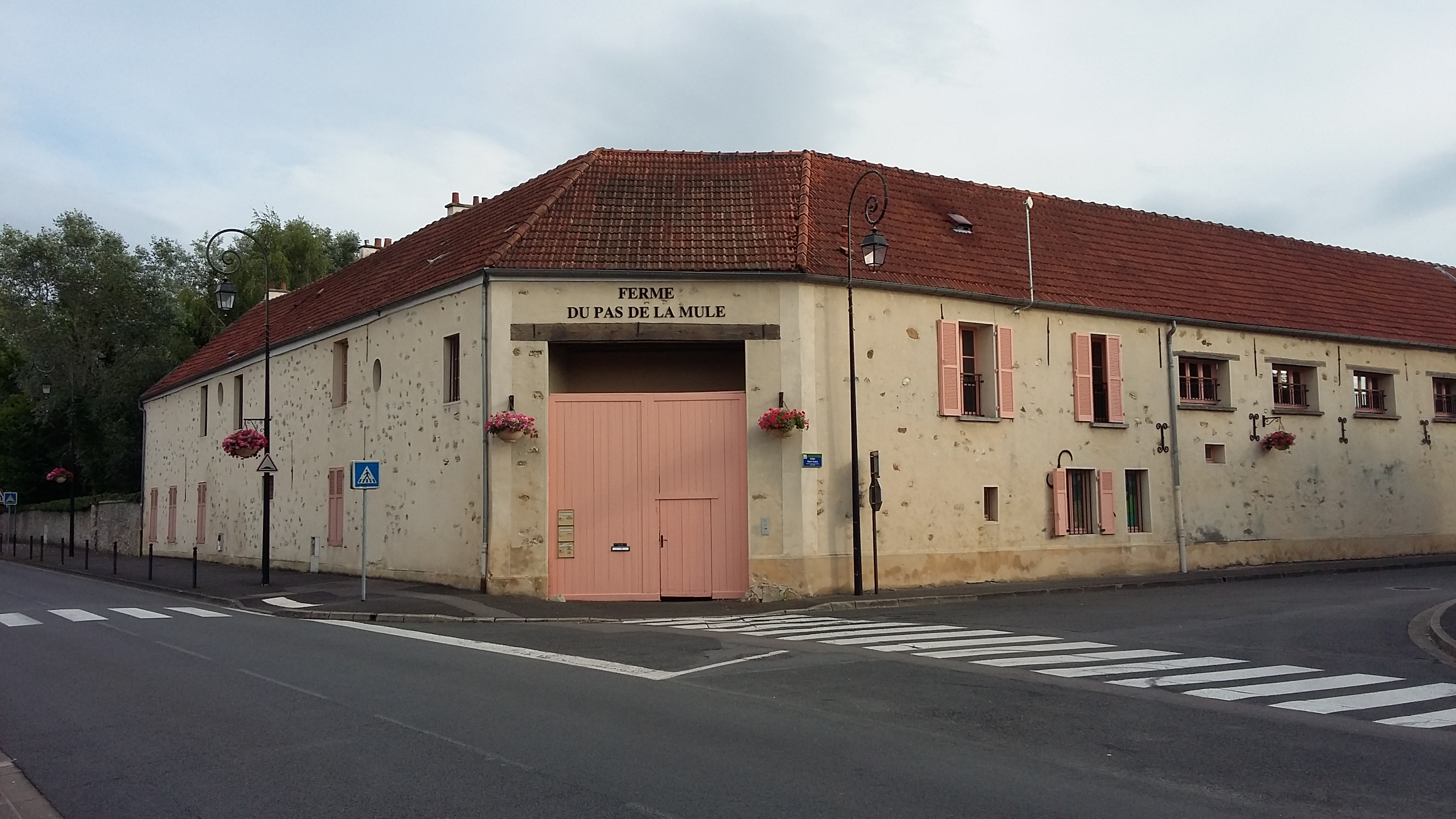
Entrée de la ferme du Pas de la Mule.
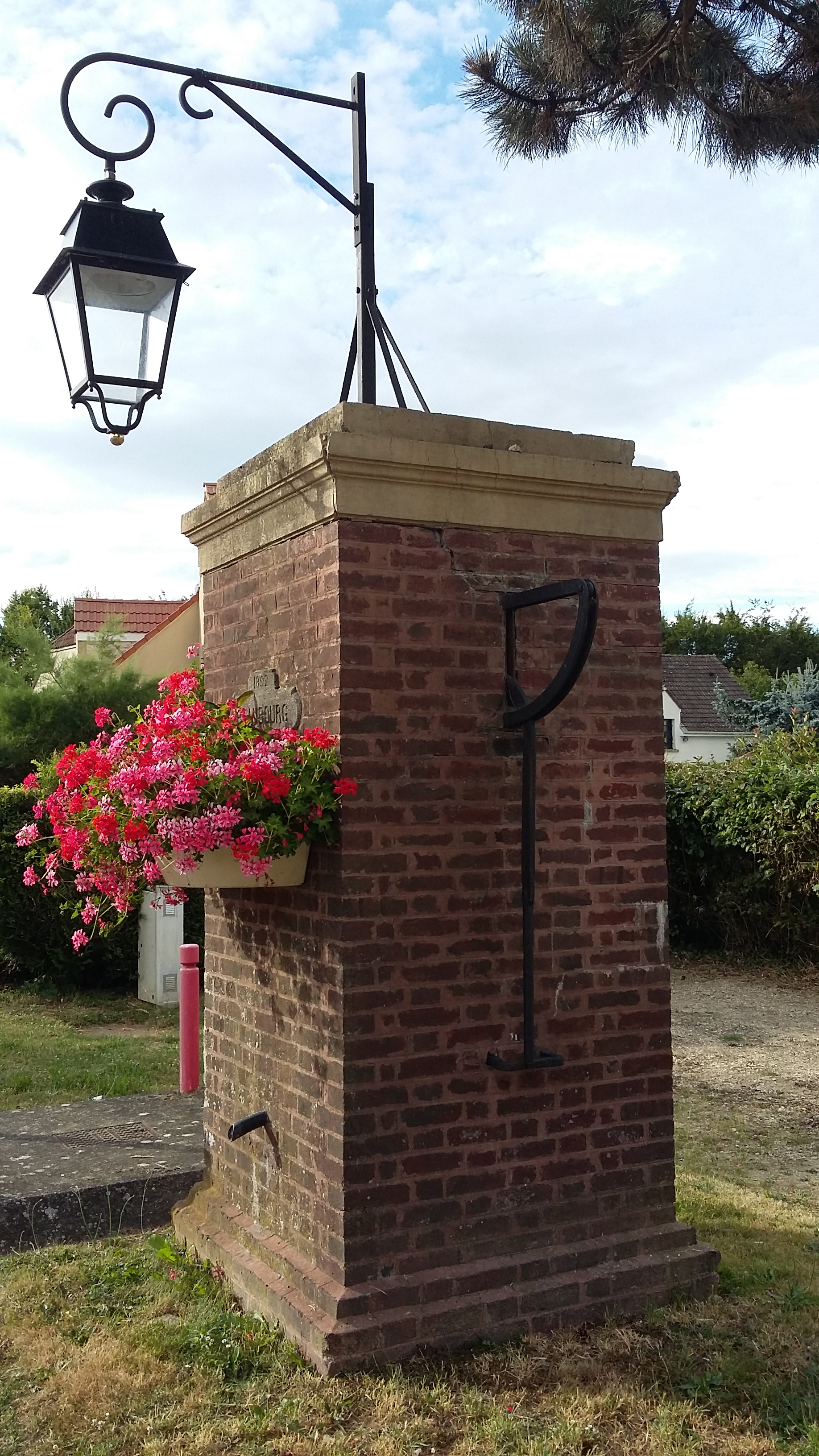
Borne marquant anciennement l'entrée du village.
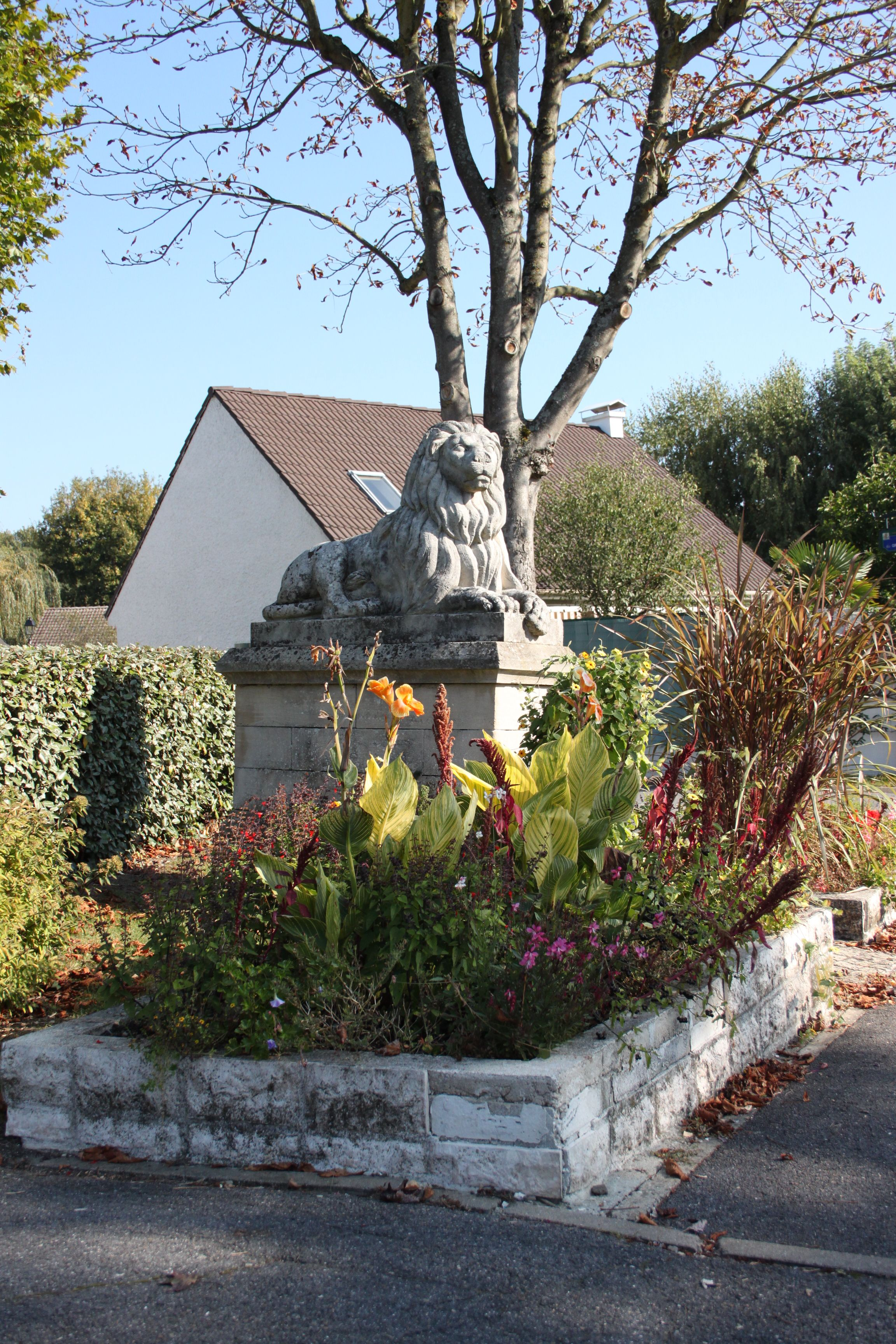
Lion de Beaubourg.
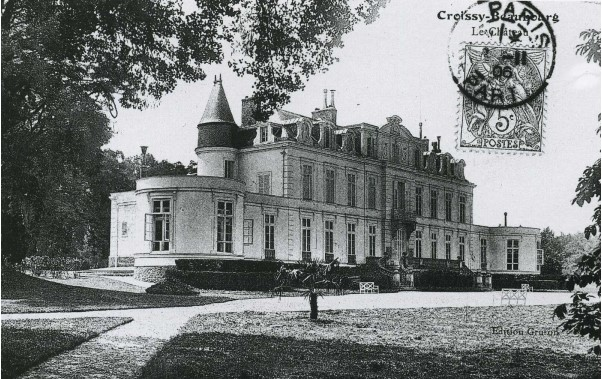
Le château de Croissy vers 1910.

### Patrimoine naturel
- L'étang de Beaubourg, l'étang de Croissy.
- Forêt régionale de Ferrières.

### Personnalités liées à la commune
- Charles Colbert, marquis de Croissy (1625-1696) fit reconstruire le château de Croissy.
- Joseph Fouché (1759-1820), homme politique français fut propriétaire de Lamirault.
- Marie d'Agoult (1805-1876), écrivaine française fut propriétaire du château de Croissy.
- Auguste Delpech (1818-1880), médecin et homme politique français, est mort au lieu-dit la Remise à Beaubourg.
- Anselm Kiefer (1945-), artiste plasticien allemand, y possède un atelier depuis 2009[61],[62].

- Margaux Rouvroy (2001-), joueuse de tennis professionnelle, née à Croissy-Beaubourg.

-

### Héraldique
| Blason de Croissy-Beaubourg | Blason  | D’or, à une couleuvre ondoyante en pal d’azur. |
| Blason de Croissy-Beaubourg | Détails | Les armoiries de sont celles de la famille Colbert, qui résida au château de Croissy au cours du XVIIIe siècle. Le blason représente une couleuvre ondoyante en pal d'azur sur écu d'or, il est soutenu par deux licornes et surmonté d'une couronne de marquis. Le statut officiel du blason reste à déterminer. |

## Pour approfondirsi